# Ген (народ)
Ген (англ. Hän, Hankutchin або Han) — індіанське плем'я Канади і Аляски, що належить до народів атабасканської мовної групи. Місце традиційного проживання — лісисті райони Юкону, а саме — на межі Юкону і Аляски. Пізніше плем'я перемістилося ближче до Доусон-Сіті та Ігле.

## Походження назви
Назва «Ген» є скороченням «Hänkutchin», що на мові гвічинів означає «люди, що живуть вздовж річки (Юкон)». Таке скорочення — Ген — є найпоширенішим, але можна зустріти не менше десятка інших варіантів вимови «Hänkutchin».

## Історія
Плем'я ген було одне з останніх з північних племен Атабасканської групи, яке зустрілося з білими людьми. У червні 1851 року Роберт Кемпбелл, представник Компанії Гудзонової затоки отримав дозвіл на розвідування річки Пеллі. Пливучи від факторії Форт-Селкерк до Форт-Юкон, Кемпбелл напівдорозі зупинився на території племені ген. Це трапилося десь в районі річок, які згодом назвали Клондайк і Фортімайл.
Після того, як Росія продала Аляску Сполученим Штатам Америки, у 1874 році на території племені ген були споруджені дві факторії — Форт-Ігле і Форт-Релайянс. Індіанцям тепер не потрібно було спускатися сотні миль вниз по Юкону, щоб продати хутро у форті Юкон, оскільки Форт-Релайянс розміщувався через річку від їх селища Нуклако (англ. Nuklako).
Контакти з білими людьми швидко переорієнтували індіанців ген з риболовлі і полювання на добування пушнини і торгівлю нею. Це значно змінило стиль життя індіанців, методи полювання, раціон харчування, одяг. Індіанці ген стали сильно залежати від товарів цивілізації.
Традиційна релігія невдовзі була витіснена християнством, головним чином завдяки місіонерству єпископа Вільяма Бомпаса, який заснував першу англіканську церкву на Юконі саме на території племені ген.
До знайомства з цивілізацією білих людей плем'я ген налічувало близько 1000 людей. На початку ці контакти, що полягали основним чином у торгівлі пушниною, сприяли покращенню добробуту і рівню життя індіанців. Втім, лише на дуже короткий період часу.
У 1887 факторія Форт-Релайянс була покинута і бізнес перенісся у Форті-Майл, де роком раніше знайшли золото. Ситуація різко змінилася не в користь індіанців — тепер головним інтересом білих людей стало золото, а не пушнина. Але на той час індіанці вже звикли до цивілізаційних благ, особливо у їжі — борошно, смалець, цукор, чай. Їх шкіряний одяг змінився на зручніший, але й холодніший у морози бавовняний та шерстяний, полювати було значно легше з вогнепальною зброєю, сірники замінили кресала, металеві каструлі були кращі ніж плетені. Індіанці ген швидко пізнали алкоголь, хоча канадські закони не дозволяли споювати місцевих жителів.
Багато індіанців переселилися до Форті-Майл, де переважно вони займалися постачанням продуктів старателям.
Невдовзі епідемії хвороб значно скоротили чисельність племені. Особливо страждали індіанці від раніше невідомих їм туберкульозу, пневмонії і віспи.
Відкриття золота спочатку на Форті-Майл (Сороковій Милі), і згодом на Клондайку повністю зруйнувало середовище, в якому жили індіанці. Забруднені річки й вирубані ліси вже не мали достатньо здобичі, індіанці почали голодувати. Переселення їх у резервацію неподалік від Доусон-Сіті ще більше погіршило ситуацію. Потрібне було втручання поліції, щоб врятувати корінне населення від голоду і повного вимирання.
Під час Клондайкської золотої лихоманки індіанців ген переселили у заповідник Мусгайд, за п'ять кілометрів нижче по течії Юкону від Доусон-Сіті.  Резервація проіснувала до 60-х років 20-го століття. Зараз там кожні два роки проводиться фольклорний фестиваль Moosehide Gathering (Зібрання Мусгайд), який відродив раніше заборонений потлач. На фестиваль збираються сотні представників атабасканських племен та багато інших глядачів.
Індіанці ген відзначалися загалом мирним і дружелюбним характером. Лише один серйозний злочин був зафіксований у перші роки освоєння Юкону. І то це швидше було результатом культурного непорозуміння. Один з індіанців був свідком розслідування вбивства білого чоловіка, що проходило в селищі Ситка. Пізніше він розповідав співплемінникам, що вбивця живе тепер у теплому доброму будинку, і що уряд його забезпечує їжею і всім необхідним. Індіанці зрозуміли це, як нагороду за вбивство білої людини.
Влітку 1888 один зі старателів — Френчі — поплатився за таку індіанську інтерпретацію законів білої людини. Один молодий індіанець ген вбив Френчі, коли той обстежував річку Чарлі. Коли інші старателі прийшли до індіанського табору, щоб знайти злочинця, їх зустрів цей молодик і ламаною англійською запитався, що вони хочуть. Старателі відповіли, що хочуть дізнатися, хто вбив їх товариша. На їх велике здивування індіанець сказав, що це зробив він. Старші індіанці розповіли, що цей молодик ще раніше обіцяв вбити першу ж білу людину, яку зустріне, щоб його потім відправили до Сан-Франциско, поселили у великому будинку, дали добрий одяг і їжу, і щоб він добре жив.
Щоб запобігти подібним «непорозумінням» на майбутнє, молодого вбивцю тут же без зволікань повісили на дереві і зрешетили тіло кулями. Така страта злочинця відбила бажання іншим індіанцям наслідувати його приклад.
Найбільша община індіанців ген знаходиться в місті Доусон-Сіті.

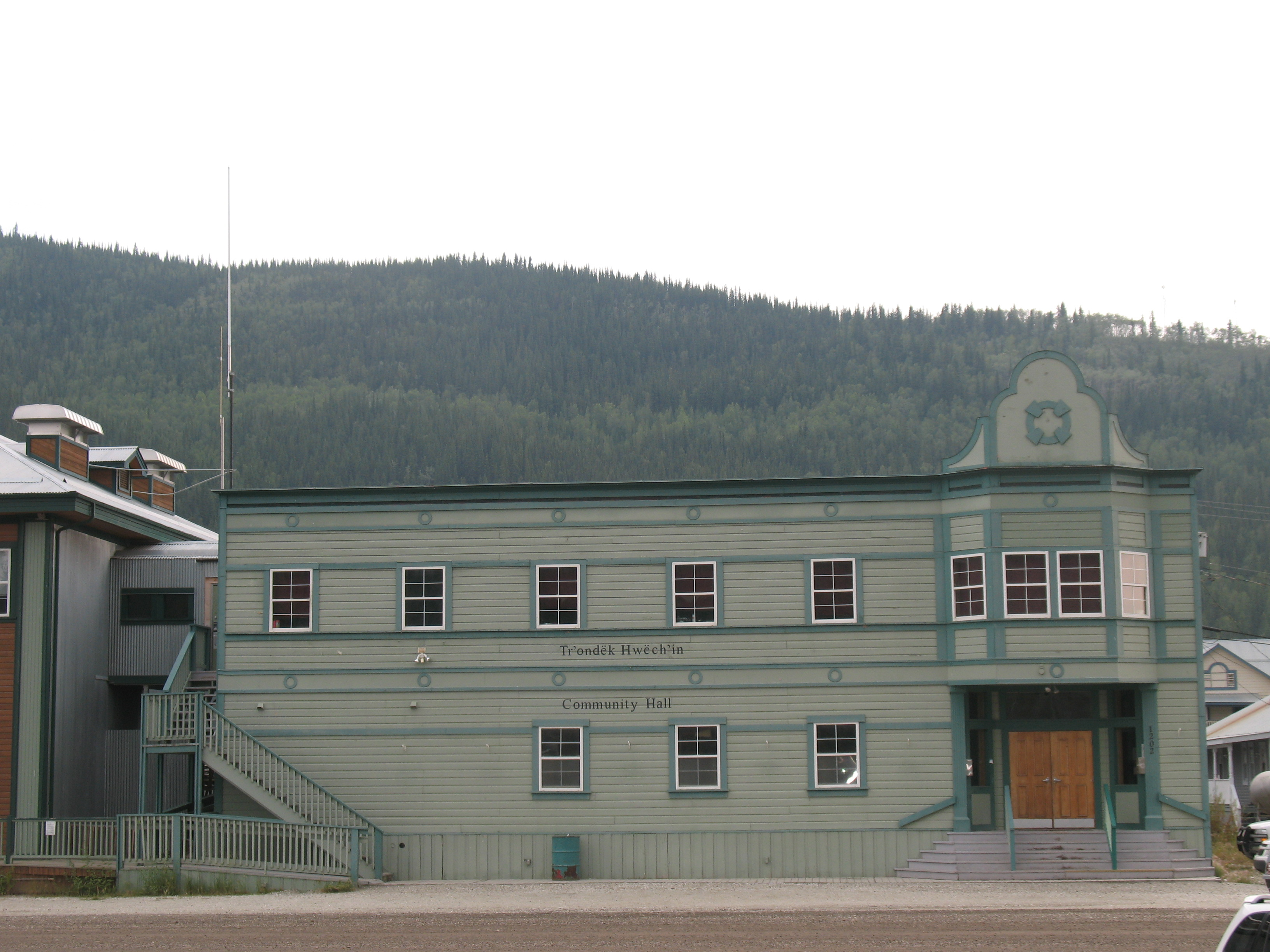
Будинок общини Tr'ondëk Hwëch'in, Доусон-Сіті, Юкон

## Культура

### Характерні риси
Чистокровні індіанці ген значно відрізнялися від ескімосів. Вони були високого зросту, стрункі, з високими вилицями, чорним волоссям і чорними очима. Чоловіки і жінки племені носили сорочки з оленячої шкіри, оздоблені голками голкошерста чи мушлями. Обоє носили штани з прикріпленими до них мокасинами. Взимку до одягу додавалася сорочка з заячих шкірок, шапка з хутра куниці або зайця, рукавиці зі шкіри лося. Зимові штани теж були з оленячої шкіри, але видубленої разом з хутром. Носилися вони хутром до тіла.
Щоб прикрасити лице і виділитися індіанці ген мазали лице жиром і наносили візерунок червоною вохрою. Крім декоративної цілі це ще мало й практичну мету — захистити лице від комарів влітку та морозу взимку.
Жінки робили собі татуювання — вертикальні лінії на підборідді і горизонтальні — від куточків очей до вух. І чоловіки і жінки носили сережки і намиста з мушель або кольорових голок голкошерста. Найбільш примітною ознакою племені було волосся. Воно було довге, скріплене ззаду голови за допомогою жиру, червоної глини, гусячого або качиного пуху і мушель. Кожен мав свій індивідуальний стиль зачіски. З роками волосся ставало настільки переобтяжене бісером, мушлями і накопиченим брудом, що шия нахилялася вперед, створюючи враження сутулості.

### Їжа
Риба, головним чином, лосось, була головною їжею індіанців ген. Особливо майстерні індіанці були у виловлюванні великих порід лосося — чавича. Рибу ловили у капкани, загони, сіті, за допомогою списів і гарпунів. Потім риба висушувалася на сонці і зберігалася на зиму.
У період між нерестом риби (червень-вересень) плем'я залишало поселення на березі річок, розпадалося на менші групи і полювало на інші види риб, оленів, лосів, птахів, ведмедів, голкошерстів, бобрів. Дві послідовні дуже суворі зими на Юконі в середині 1800-х років майже винищили популяцію бобрів, тому останні вийшли з раціону індіанців.
Індіанці вміли плести з коріння ялини кошики, які були настільки якісно виготовлені, що не пропускали воду. В таких кошиках, кидаючи розпечене каміння у воду, готували їжу.

### Житло
Житло індіанців було трьох видів. Зимове для постійного проживання, як правило, будувалося одне на дві сім'ї. Воно було напівзаглиблене, квадратне у плані, розміром приблизно 8х8 метрів, перекрите дерев'яними жердинами і утеплене мохом. До самого житла вів лаз, також напівзаглиблений для кращого збереження тепла.
У період зимової кочівлі споруджувалося півсферичне шатро з оброблених шкір. Для літніх таборів робилося подібне шатро, але полегшене.

### Мова
Мова племені ген належить до Центрально-Аляскінсько-Юконської підгрупи північно Атабасканської мовної групи і є спорідненою з мовою племені Гвічин. До появи білих людей письменності не було.
Зараз у Сполучених Штатах та Канаді проживають 300 індіанців, що асоціюють себе з племенем ген, але їх мова на межі зникнення. В США проживає 12, а в Канаді ще 7 індіанців, які вільно володіють мовою ген, всі вони похилого віку. В Доусон-Сіті є класи з вивчення мови, підручники, довідники, Біблія мовою ген. Але для молодих індіанців англійська мова стала першою і основною мовою спілкування.
Взірець тексту мовою ген: Jëje në jëna ëts’än jëchà’ hè hùch'in. Wëcho tsël ëts’än wëjèw tsë̀l ehè chą hònłį. Ëzhèy jèwch’ìn cha në hwëhwëch'in. T’ò në̀ näsrajèhch'e, łą̈̂ hùwa hèhònträ̀..